# Maria Tomasch
Maria Tomasch (* 29. September 1899 in Kohldorf, Gemeinde Ebenthal; † 22. Juli 1943 in der JVA Plötzensee) war eine österreichische Spionin, Widerstandskämpferin und ein NS-Opfer.

## Leben
Maria Tomasch war gelernte Schneiderin und wanderte 1907 (laut Todesurteil mit 18 Jahren) mit ihrer Mutter und ihrer Schwester nach Argentinien aus. Im Jahr 1920 kehrte sie nach Wien zurück, betrieb dort ein Kaffeehaus und anschließend in Pörtschach ein Hotel, das jedoch in Konkurs ging; sie wurde dafür 1929 mit zwei Monaten Arrest bestraft. Danach zog sie nach Klagenfurt um, wo sie als Schneiderin und Gelegenheitsarbeiterin tätig war. 
Im Sommer 1940 befreundete sie sich mit dem verheirateten Emil Wedam, der im Wehrmachtsarchiv in Klagenfurt als Dolmetscher arbeitete. Das Wehrmachtsarchiv war eine getarnte Leitstelle des deutschen Nachrichtendienstes gegen Jugoslawien und verfügte dadurch über viele geheimdienstliche Informationen. Im Herbst 1940 lernte sie wegen eines Einreisevisums nach Jugoslawien den jugoslawischen Generalkonsul in Klagenfurt, Sreten Stojaković, kennen, dem sie zusammen mit Wedam bis zum März 1941 geheimdienstliche Informationen über geplante Aktivitäten der deutschen Abwehr in Jugoslawien anbot und ihm diese bei etwa sieben Besuchen in dessen Wohnung übergab, wofür sie insgesamt etwa 1400 Reichsmark erhielt.
Maria Tomasch wurde am 31. Januar 1942 festgenommen, am 14. Mai 1943 vom 6. Senat des „Volksgerichtshofs“ wegen „Landesverrats“ zum Tode verurteilt und am 22. Juli 1943 im Strafgefängnis Plötzensee hingerichtet.